# Kreosan
Kreosan («Креативные эксперименты»,"Креативная наука", или «креативное хобби») — познавательно-развлекательный русскоязычный канал на видео-хостинге YouTube, который ведёт блогер из Луганска — Александр Крюков. Канал был назван в честь фамилии его создателя — Александра Крюкова. Канал, в частности, посвящен экспериментам с электричеством и электронными устройствами, советам по выживанию в военное время и путешествиям по различным местам.

## История создания
По словам Крюкова, первый эксперимент произошел в мае 2011 года. Ребята бросили пустой баллон от монтажной пены в костер и потом решили записать это на видео. Вскоре видеоролик получил несколько тысяч просмотров на YouTube.
В мае 2014 года, когда канал уже имел 23 тысячи подписчиков, авторы канала были приглашены в Москву на фестиваль «Видео People», где обучались зарабатывать на видеоконтенте. После этого они стали больше снимать образовательных и практических видео вместо экспериментов. Рост популярности канала позволил авторам оставить прежнюю деятельность и сосредоточиться на канале.

## Участники и гости канала
Александр Крюков — автор и основной участник канала. В разное время зарабатывал ремонтом электробытовой техники (телевизоров, стиральных машин и т. д.).
Павел Павлов — один из основных участников канала, окончил колледж по ремонту и обслуживанию электробытовой техники. Познакомился с Александром в 2011 году после службы в церкви Свидетелей Иеговы. С 2017 года не участвует в роликах на канале.
 Никита Поддубнов — блогер из Казахстана, в разное время был соучастником экспериментов на канале, имеет свой канал на YouTube (Temnaya FAZA).
Антон Чуваков — один из основных участников канала, участвует с 2013 года, побывал в Индии и Семипалатинске вместе с основателем канала, ведёт свой блог в Instagram.

## Содержание канала
Особенность канала Kreosan — чрезвычайно опасные эксперименты, а также «безрассудное» и «безумное» отношение к технике безопасности при их проведении.
Часть видео канала посвящена советам по выживанию в экстремальных условиях. В частности, добыче электричества и интернет-связи, а также способы подзарядки мобильного телефона, например, от железнодорожных путей или высоковольтных линий, создание обогревателя из проволоки на 100 кВатт и иные.
Кроме образовательно-экспериментальных видео, некоторые сюжеты также посвящённые жизни города Луганска; в частности авторы посетили разрушенный Луганский аэропорт. Одно видео, на котором авторы разбирают разорванный снаряд, пришлось скрыть, так как YouTube признал видеоролик слишком опасным.
Нелегальные проникновение и вылазки в Чернобыльскую зону и на Чернобыльскую АЭС.

## Популярность
В 2016 году канал Kreosan попал в шорт лист и занял 1 место в номинации «Лучший блог о гаджетах и технологиях» в конкурсе на премию «NeForum Awards».